# Кастельно, Франсуа де Комон де Лапорт
Франси́с Луи Номпар де Комон де Лапорт, граф де Кастельно́ (фр. François Louis Nompar de Caumont La Force, comte de Castelnau; 24 декабря 1802, Лондон — 4 февраля 1880, Мельбурн, Виктория) — французский путешественник и энтомолог.

## Биография
Из дворянского рода де Комон.
В 1837—41 годах он объездил область канадских озер Северной Америки, США и Мексику. В 1843—47 годах руководил снаряжённой французским правительством экспедицией для исследования центральной части экваториальной Южной Америки. Собранный экспедицией богатый географический и естественно-исторический материал издан под заглавием «Expéditions dans les parties centrales de l’Amérique du Sud» (П., 1850—1851). Кастельно позже был французским консулом в Баия, Капстаде и Сингапуре и генеральным консулом в Мельбурне.